# Semiotellus tumidulus
Semiotellus tumidulus är en stekelart som beskrevs av Xiao och Huang 1999. Semiotellus tumidulus ingår i släktet Semiotellus och familjen puppglanssteklar. Inga underarter finns listade i Catalogue of Life.